# Berkleasmium sinense
Berkleasmium sinense är en svampart som beskrevs av Joanne E. Taylor, K.D. Hyde & E.B.G. Jones 2003. Berkleasmium sinense ingår i släktet Berkleasmium, ordningen Pleosporales, klassen Dothideomycetes, divisionen sporsäcksvampar och riket svampar.   Inga underarter finns listade i Catalogue of Life.